# Neuropeltis eladii
Espèce
Neuropeltis eladii Breteler est une espèce de plantes de la famille des Convolvulaceae et du genre Neuropeltis, endémique du Cameroun.

## Description
Il s’agit d’une liane qui se développe dans les forêts tropicales à une altitude supérieure à 700 mètres.